# Каменка (Арзамаський район)
Каменка (рос. Каменка) — село в Арзамаському районі Нижньогородської області Російської Федерації.
Населення становить 278 осіб. Входить до складу муніципального утворення Абрамовська сільрада.

## Історія
Від 2009 року входить до складу муніципального утворення Абрамовська сільрада.

## Населення
| 1999 | 2002 | 2010 |
| ---- | ---- | ---- |
| 334  | ↘307 | ↘278 |